# Personnages du roman Rédemption

Rédemption est un roman de David Brin publié en 1995. Les personnages qui se côtoient dans les événements décrits font partie des différents clans du cycle de l'Élévation.

## Humains
Les humains et leurs chimps sont les derniers arrivés sur Jijo, à bord du vaisseau Tabernacle. Ils sont venus sur Jijo afin de trouver un éventuel refuge face aux puissances galactiques hostiles, en prétextant d’être des renégats de la Terre.
Bloorportraitiste, capture sur des plaques photographiques des images de l’intrusion des pillards sur Jijo afin de faire planer sur eux la menace de représailles des autres Galactiques.
BomChasseur dirigeant le village de Rety.
Lester CambelSage humain membre du conseil des Sages.
DedingerAncien sage humain, exclu par le Grand Conseil en raison de son fanatisme.
DwerChasseur humain, chargé de surveiller la vie sauvage de Jijo, comme par exemple empêcher les glavieux de quitter la Pente. Il est le fils de Nelo et de Melina, le plus jeune de leurs 3 enfants — frère de Lark et de Sara. Dwer est doté de « perception extrasensorielle ». Le noor Pied-boueux l’accompagne dans ses aventures.
L’ÉtrangerInconnu trouvé dans un marais de Jijo, gravement blessé à la tête. Il est soigné par Sara, le docteur Lorek et la pharmacienne Pzora. De même que Creideiki dans Marée stellaire, il doit trouver des moyens de continuer à penser, à réfléchir et à communiquer. Malgré sa blessure, il trouve dans la musique et le chant un moyen d’expression. Il retrouve peu à peu la mémoire… les souvenirs de l’ancien capitaine de son vaisseau — Creideiki — et finalement son nom : Emerson, Emerson d'Anite.
FallonPisteur, mentor de Dwer.
Adriana FooSage humaine, ancien membre du conseil des Six.
JassChasseur-squatter dirigeant le village de Rety.
Kunn
KurtMembre de la guilde des exploseurs
Sara KoolhanFille de Nelo et Melina, sœur de Dwer et Lark.
LarkFils de Nelo et Melina, frère de Sara et Dwer, c’est un chercheur enclin à la doctrine des hérétiques. Il “collabore” avec l’humaine stellaire Ling, afin de réunir des informations sur les nouveaux venus sur Jijo. Il obtient le statut de sage pendant la crise de Jijo.
LingFemme biologiste arrivée à bord du vaisseau des pillards. Elle explore la Pente avec l’aide de Lark.
NeloPapetier du village de Dolo, veuf de Melina et père de Sara, Lark et Dwer.
PrityChimp assistante de Sara.
RannChef des pillards humains.
RetyJeune femme venue d’au delà de la pente, à la recherche de l’oiseau de métal. Elle rencontre Dwer alors qu’elle essaie de lui voler son arc. Elle prend l’ur Jee comme mari.

## g'Keks
HuckAmie d’Alvin.
LorekDocteur de Dolo.
VubbenDoyen des Sages du Conseil des Six. Il est tué prêt de l’Œuf par une attaque des Jophurs, ce qui lui permet une communion avec la pierre sacrée. C’est l'unique sage jijoen enterré à proximité de l’Œuf.

## Hoon
Alvin« Alvin Hph-wayuo, fils de Mu-phauwq et de Yowg-wayuo du port de Wuphon, explorateur intrépide … »,, habitant de Wuphon comme son ami g’Kek Huck.
PhwhoondauSage du conseil des Six.

## Qheuens
LameQheuen bleu de la digue de Dolo, fils de Ronge-Bûche.
PinceQheuen rouge, ami d’Alvin.
Sagacité-TranchanteSage membre du conseil des Six.

## Néo-dauphins
AkeakemaïTechnicien du Streaker.
ChuchkiTechnicien du Streaker.
KaaDit Le Chanceux, c’est pilote du Streaker, avec Keepiru et après la séparation de ce dernier.
KarkaettNéo-dauphin de l’équipe de Hannes Suessi.
OleloOfficier du Streaker, envoyé par les Transcendants par delà les frontières des 5 Galaxies.
Zub'dakiAstronome du Streaker.

## Traekis
AsxMembre du conseil des Sages,.
PzoraPharmacienne de Dolo.

## Urs
JeeUr mâle, “mari” de Rety.
UlashtuCheftaine des urs venant au secours de Sara et ses compagnons.
UlgorColporteuse urs accompagnant le groupe de Sara depuis le village de Dolo.
Ul-TahniJeune sage urs, capturée avec son groupe d’exploration hors de la Pente par les serviteurs humains des Rothens.
Uriel« La maitresse de la forge située à côté des mares de lave en fusion des hauteurs du Mont Guenn ».
UrKachuAncienne Tante Maîtresse du Clan des Sabots Salés, elle a reformé la compagnie guerrière des Urunthaïs.
Ur-ronn« Ur-ronn est une nièce d’Uriel » et ami d’Alvin le hoon. Elle capture Sara et ses compagnons. Elle quitte ses compagnons en s’embarquant en tant que mécanicienne sur un cargo p'un m'ang, lors de la séparation de la galaxie Quatre.

## Rothens
Ro-kenn“Mâle” participant au pèlerinage de la clairière, et auquel font face les pèlerins des Six et leur conseil des sages.
Ro-pol“Femelle” tuée par l’explosion déclenchée par les zélotes.

## Synthiens
Kiwei Ha'aoulinMarchande synthienne, elle rencontre Dwer et ses compagnons sur l’astéroïde Kazzkark.

## Voir également
- Élévation, le roman de David Brin
- Rédemption, le roman
- Clans du cycle de l'Élévation